# Ray Seales
„Sugar“ Ray Seales (* 9. April 1952 in Saint Croix, Amerikanische Jungferninseln) ist ein ehemaliger US-amerikanischer Boxer.

## Karriere

### Amateur
Der großgewachsene Rechtsausleger Seales war ein überragender Amateur und gewann 1971 die US-Meisterschaft im Halbweltergewicht und 1972 die National Golden Gloves, bevor er 1972 als einziger US-Amerikaner eine Goldmedaille bei den Olympischen Spielen in München errang. Seine Bilanz war 338-12.

### Profi
1973 begann er seine Profikarriere. Er gewann seine ersten 21 Kämpfe, bevor er im August 1974 Marvin Hagler in dessen Heimatstadt Boston nach Punkten unterlag. In einem zweiten Duell trennten sich die beiden drei Monate später unentschieden, die dritte Begegnung 1979 gewann Hagler mit einem Erstrunden-KO, direkt davor hatte Seales auch gegen Ayub Kalule verloren.
In anderen Matches der 70er unterlag er dem harten Puncher Eugene "Cyclone" Hart nach Punkten und dem Engländer Alan Minter durch K. o.
Er wurde nach der K.-o.-Niederlage gegen Hagler nie mehr Weltklasse und boxte in seiner Laufbahn um keinen Weltmeistertitel. Zum Karriereende bekam er große Augenprobleme, die er jedoch nicht behandeln ließ und erblindete deshalb später fast vollkommen.